# Stato maggiore dell'Esercito italiano
Lo stato maggiore dell'Esercito (noto in sigla come SME) è l'organismo di vertice deputato alla definizione delle politiche dell'Esercito Italiano.
Con la creazione della figura del capo di stato maggiore della difesa e dello stato maggiore della difesa, struttura di direzione e pianificazione interforze ad esso sottoposta, il capo di stato maggiore dell'Esercito e lo SME, come gli stati maggiori delle altre forze armate, sono stati ridimensionati nelle funzioni e nelle strutture, cedendo incombenze di gestione diretta delle attività agli ispettorati e assumendo maggiori compiti di studio, ricerca, sviluppo e indirizzo generale della forza armata. Di converso il capo dello SME ha assunto la responsabilità diretta delle forze operative.
In tale quadro al sottocapo di stato maggiore fanno direttamente capo dipartimenti, reparti e uffici che a loro volta controllano anche il Centro di selezione e reclutamento nazionale dell'esercito di Foligno, il Centro sportivo olimpico dell'Esercito e il Raggruppamento logistico centrale.
Lo stato maggiore è anche editore del trimestrale Rivista militare attraverso il centro pubblicistica del V Reparto.

## Storia
Lo stato maggiore dell'Esercito Italiano trae le sue origini dal Corpo di stato maggiore dell'esercito del Regno di Sardegna, istituito come ente di suprema direzione il 19 novembre 1796, sciolto due anni dopo con l'avvento del governo francese in Piemonte e ripristinato solamente con regio decreto il 12 novembre 1814, sotto il nome di Corpo dello stato maggiore generale e della topografia reale. Questo nome venne modificato nel 1850 in Corpo reale dello stato maggiore.
La denominazione cambiò ancora nel 1861, con la nascita del Regno d'Italia, in Corpo di stato maggiore del Regio Esercito, organizzato su un ufficio superiore, un comitato consuntivo e sulla Scuola di applicazione di stato maggiore, sorta nel 1867 per cambio di nome della Scuola superiore di guerra. La carica di capo di stato maggiore nacque nel 1882, allora affidata al tenente generale Enrico Cosenz.
Il Corpo di stato maggiore venne soppresso con regio decreto del 20 aprile 1920, che lo sostituì con il Servizio di stato maggiore, mutato nel 1923 in Stato maggiore centrale per diventare, nel 1925, lo stato maggiore del Regio Esercito. Nello stesso anno vennero istituite le cariche di capo e sottocapo di stato maggiore generale (l'abbinamento tra la carica di capo di stato maggiore del Regio Esercito e di Capo di stato maggiore generale terminò nel 1927). L'ordinamento del 1926 reintrodusse il Corpo di stato maggiore, e, per riorganizzare lo stato maggiore, nel 1935 questo venne articolato in un Corpo di stato maggiore e in un Servizio di stato maggiore: del primo facevano parte colonnelli e tenenti colonnelli, mentre il secondo era composto da maggiori, capitani e tenenti. Sia il Corpo che il Servizio di stato maggiore vennero soppressi il 16 novembre 1944; successivamente, le cariche a essi devolute passarono a ufficiali diplomati alla Scuola di guerra.
La nascita della Repubblica Italiana ha come conseguenza un nuovo cambio di nome dello stato maggiore, che divenne lo Stato maggiore dell'Esercito Italiano.

## Struttura

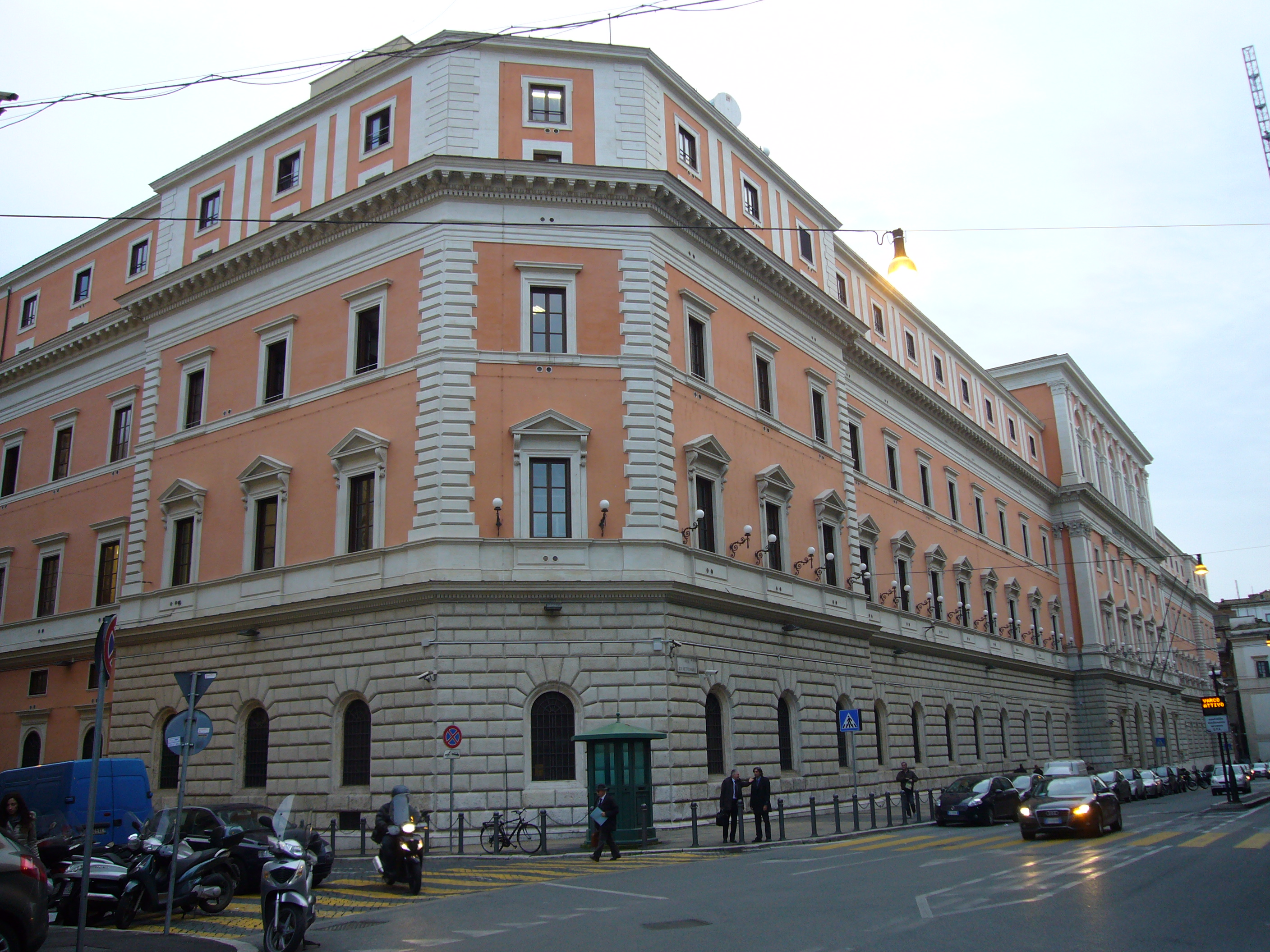
Palazzo Esercito, sede dello stato maggiore dell'Esercito.

- Lo SME è lo staff di supporto al capo di stato maggiore dell'Esercito, che è il massimo responsabile dell'approntamento, dell'addestramento e del mantenimento in efficienza dell'Esercito Italiano. Il distintivo di grado è quello di generale di corpo d'armata con incarichi speciali[6]
- Il Sottocapo di stato maggiore (generale di corpo d'armata) per adempiere i propri obiettivi istituzionali si avvale di tre uffici (operazioni speciali, amministrazione e del sottocapo di stato maggiore), un Dipartimento per la trasformazione terrestre e di cinque reparti che, in seguito alle riforme del 29 giugno 2009 e quella avviata il 1º marzo 2011 (che hanno portato prima allo scioglimento dell'Ispettorato esercito per il territorio e il conseguente trasferimento dei reparti territoriali sotto il COMFOTER e poi ad un generale riassetto dell'area territoriale della forza armata[7]), controllano a loro volta il Centro di selezione e reclutamento nazionale dell'esercito (CSRNE), il Centro sportivo olimpico dell'Esercito[8] e il Raggruppamento logistico centrale[9]

Si avvale inoltre del sottufficiale di Corpo dello stato maggiore dell'Esercito coadiuva il capo di stato maggiore per i rapporti con sottufficiali, graduati e volontari.
- Dallo stato maggiore, inoltre dipendono l'ufficio storico, la biblioteca militare centrale e la direzione per il coordinamento centrale del servizio di vigilanza e prevenzione e protezione, il cui scopo è il coordinamento delle attività connesse alla normativa antinfortunistica e ambientale dell'Esercito.[10] Sempre all'interno dello SME, ma alle dirette dipendenze del capo di stato maggiore, si trova l'Ufficio generale del Capo di stato maggiore (con incluso l'Ufficio pubblica informazione e comunicazione), il dipartimento impiego del personale (dal 2012) e l'Ufficio generale del comandante responsabile dell'amministrazione, a cui dal 10 gennaio 2013 è stata aggregata la direzione amministrazione dell'Esercito[11]
- Il Dipartimento per la trasformazione terrestre e i cinque reparti, elencati nella tabella che segue, sono tutti guidati da un generale di divisione:[12]

| Reparto                                                     | Funzioni | Enti dipendenti |
| ----------------------------------------------------------- | --- | --- |
| Dipartimento per la trasformazione terrestre                | Costituito il 1º novembre 2006, sviluppa le capacità NEC | |
| I Reparto affari giuridici ed economici del personale       | Responsabile per il reclutamento, stato e avanzamento, trattamento economico, consulenza giuridico-legale e rappresentanza militare | - Vice capo reparto: uffici reclutamento stato e avanzamento, trattamento economico e rappresentanza militare, giuridico-legale - Comandante CSRNE: CSRNE di Foligno, centri di selezione VFP1 (Bologna, Roma, Napoli, Bari, Palermo, Cagliari) |
| III Reparto impiego delle forze e centro operativo esercito | Attività di studio, ricerca, sviluppo e indirizzo generale nei campi della pianificazione operativa, della formazione, dell'addestramento, della dottrina e della sicurezza. Inoltre monitora tutte le attività e gli eventi che interessano l'Esercito e, su delega del capo di SMD al capo di SME, conduce le operazioni sul territorio nazionale o all'estero. | - Vice capo reparto delegato alla sicurezza: Organizzazione penitenziaria militare (OPM, S. Maria Capua Vetere), ufficio sicurezza e informazioni, Comando carabinieri di polizia militare dello SME (su delega del capo di SME) - Vice capo centro operazioni: ufficio piani e ufficio operazioni correnti (sala operativa) - Vice capo centro approntamento delle forze: ufficio addestramento, ufficio dottrina e lezioni apprese, sezione controllo armamenti |
| IV Reparto logistico                                        | Gestisce le procedure e le tecniche della logistica dell'Esercito. | - Area sistemi d'arma - Area C4IEW (comando, controllo, comunicazione, computer, informazione e guerra elettronica) |
| V Reparto affari generali                                   | Dirige la pubblica comunicazione, il marketing, la promozione, le risorse interne, le attività di cerimoniale. Studia inoltre la qualità della vita nelle strutture dell'Esercito, il benessere e gli affari sociali. | - Raggruppamento logistico centrale - Cinque uffici: affari generali, centro di pubblicistica, flussi documentali e protocollo informatico, marketing e internet, storico |
| Reparto pianificazione generale e finanziaria               | Pianifica programmi e spese ed è responsabile per l'organizzazione per il complemento. | |

## Enti dipendenti
Dipendono dal sottocapo di stato maggiore:
- Ufficio del Sottocapo di SME
- Centro unico stipendiale dell'Esercito (Roma)
- Raggruppamento logistico centrale (Roma)
- Centro di selezione e reclutamento nazionale dell'Esercito (Foligno)
- Centro sportivo olimpico dell'Esercito (Roma)
- Ufficio amministrazione
- Ufficio operazioni speciali
- Ufficio generale sicurezza OCS
- Ufficio flussi documentali
- Direzione per il coordinamento centrale del servizio di vigilanza e prevenzione e protezione
- Dipartimento delle infrastrutture
- Ufficio generale pianificazione finanziaria
- Centro militare di equitazione
- Comando C4 dell'Esercito
- Centro sistemi informatici dell'Esercito
- Sottufficiale di Corpo dell'Esercito

## Descrizione araldica dello stemma

Stemma Araldico dello Stato Maggiore

Lo stemma è stato disegnato sulla base delle rappresentazioni iconografiche del 1871 e autorizzato con D.P.R. del 30 novembre 2015:
D'azzurro, all'aquila dal volo spiegato, d'oro, caricata in petto dallo scudetto ellittico, di rosso, bordato d'oro, alle lettere maiuscole R e I intrecciate, dello stesso; essa aquila afferrante con gli artigli il bastone da Maresciallo posto in fascia, d'oro; il tutto, alla bordatura in filetto, dello stesso.
Lo scudo è sormontato dalla corona turrita degli Enti Militari, d'oro, murata di nero, formata dal cerchio, rosso all'interno, con due cordonate a muro sui margini e sostenente cinque torri visibili, riunite da quattro cortine di muro visibili, le torri di foggia quadrangolare, merlate di sedici alla guelfa, quattro merli per lato, chiuse e finestrate di uno di nero, le cortine di muro finestrate ognuna di uno, dello stesso e merlate di tre alla guelfa. Sotto lo scudo, su lista bifida e svolazzante d'oro, il motto, in lettere maiuscole di nero: "INGENIO VI VIRTUTE".
Fino al 2015 lo stemma in uso era leggermente differente:
Scudo: d'azzurro all'aquila spiegata, caricata in petto da uno scudetto di rosso, bordato con le iniziali R.I. intrecciate, poggiante su un bastone da maresciallo posto in fascia, il tutto d'oro.
Ornamenti esteriori:
- sullo scudo corona turrita d'oro
- scudo accollato ad un ramo d'alloro a destra e ad uno di quercia a sinistra, al naturale
- sotto lo scudo su lista bifida d'oro, svolazzante, con la concavità rivolta verso l'alto, il motto: "Ingenio vi virtute".[16]

## I sottocapi di Stato maggiore
dal 1946
- Gen. C.A. Giorgio Liuzzi
- Gen. C.A. Alberto Mannerini
- Gen. C.A. Franco Testi
- Gen. C.A. Pietro Riccardi
- Gen. C.A. Aldo Rossi
- Gen. C.A. Edmondo Derenzi
- Gen. C.A. Domenico Fornara
- Gen. C.A. Antonio Gualano
- Gen. C.A. Alfonso Checchia
- Gen. C.A. Guido Vedovado
- Gen. C.A. Giuseppe Giraudo
- Gen. C.A. Salvatore Salinari
- Gen. C.A. Cirino Rubino
- Gen. C.A. Angelo Galateri di Genola
- Gen. C.A. Ugo Scotto Lavina
- Gen. C.A. Franco Andreis
- Gen. C.A. Antonio Anzà
- Gen. C.A. Adriano Guerrieri
- Gen. C.A. Nicola Chiari
- Gen. C.A. Luigi Poli
- Gen. C.A. Fausto Fortunato
- Gen. C.A. Ciro Di Martino
- Gen. C.A. Antonio Viesti
- Gen. C.A. Luigi Federici
- Gen. C.A. Mario Buscemi
- Gen. C.A. Bruno Zoldan
- Gen. C.A. Alberto Ficuciello
- Gen. C.A. Guido Bellini
- Ten. Gen. Roberto Speciale
- Gen. C.A. Emilio Marzo
- Gen. C.A. Adriano Santini
- Gen. C.A. Carlo Gibellino
- Gen. C.A. Domenico Rossi
- Gen. C.A. Enzo Stefanini
- Gen. C.A. Giovan Battista Borrini
- Gen. C.A. Claudio Mora
- Gen. C.A. Giovanni Fungo
- Gen. C.A. Gaetano Zauner
- Gen. C.A. Salvatore Camporeale

## Onorificenze
Lo Stato maggiore dell'Esercito è insignito di: